# Coupe internationale 1955-1960
Navigation
Édition précédente
La Coupe internationale 1955-1960 est la sixième et dernière édition de la Coupe internationale,  tournoi opposant habituellement les équipes de cinq nations : l'Autriche, la Hongrie, l'Italie, la Suisse et la Tchécoslovaquie. Une sixième équipe, la Yougoslavie, est invitée pour disputer ce tournoi. La compétition se déroule de mars 1955 à janvier 1960, soit sur une période de près de cinq ans. L'équipe de Tchécoslovaquie de football remporte pour la première fois la Coupe internationale.

## Compétition
| Rang | Équipe          | Pts | J  | G | N | P | Bp | Bc | Diff |  | Résultats (▼ dom., ► ext.) |     |     |     |     |     |     |
| ---- | --------------- | --- | -- | - | - | - | -- | -- | ---- |  | -------------------------- | --- | --- | --- | --- | --- | --- |
| 1    | Tchécoslovaquie | 16  | 10 | 7 | 2 | 1 | 24 | 14 | +10  |  | Tchécoslovaquie            |     | 1-3 | 3-2 | 1-0 | 2-1 | 2-1 |
| 2    | Hongrie         | 15  | 10 | 6 | 3 | 1 | 34 | 16 | +18  |  | Hongrie                    | 2-4 |     | 6-1 | 2-2 | 2-0 | 8-0 |
| 3    | Autriche        | 11  | 10 | 4 | 3 | 3 | 21 | 21 | 0    |  | Autriche                   | 2-2 | 2-2 |     | 2-1 | 3-2 | 4-0 |
| 4    | Yougoslavie     | 9   | 10 | 3 | 3 | 4 | 21 | 13 | +8   |  | Yougoslavie                | 1-2 | 1-3 | 1-1 |     | 6-1 | 0-0 |
| 5    | Italie          | 7   | 10 | 2 | 3 | 5 | 12 | 21 | -9   |  | Italie                     | 1-1 | 1-1 | 2-1 | 0-4 |     | 3-0 |
| 6    | Suisse          | 2   | 10 | 0 | 2 | 8 | 10 | 37 | -27  |  | Suisse                     | 1-6 | 4-5 | 2-3 | 1-5 | 1-1 |     |

## Équipe championne
Anton Bíly,
Jaroslav Borovička,
Jan Brumovský,
Titus Buberník,
Vlastimil Bubník,
Josef Crha,
Břetislav Dolejší,
Milan Dolinský,
Milan Dvořák,
Jiří Feureisl,
Kazimír Gajdoš,
Jiří Hejský,
Jan Hertl,
Jiří Hledík,
André Houška,
Vojtech Jankovič,
Jiří Ječný,
Ladislav Kačáni,
Tadeáš Kraus,
Jiří Křižák,
Ladislav Koubek,
Josef Masopust,
Oldřich Menclík,
Pavol Molnár,
Anton Moravčík,
Gustáv Mráz,
Ladislav Novák,
Jozef Obert,
Jiří Pešek,
Ladislav Pavlovič,
Arnošt Pazdera,
Emil Pažický,
Svatopluk Pluskal,
Ján Popluhár,
Ladislav Přáda,
Zdeněk Procházka,
František Šafránek,
Adolf Scherer,
Viliam Schrojf,
Imrich Stacho,
Emil Svoboda,
Jiří Tichý,
Miroslav Zuzánek

## Meilleurs buteurs
| Rang | Joueur            | Équipe          | Nombre de buts |
| ---- | ----------------- | --------------- | -------------- |
| 1    | Lajos Tichy       | Hongrie         | 7              |
| 2    | Jiří Feureisl     | Tchécoslovaquie | 5              |
| 2    | Anton Moravčík    | Tchécoslovaquie | 5              |
| 2    | Ferenc Puskás     | Hongrie         | 5              |
| 5    | Zoltán Czibor     | Hongrie         | 4              |
| 5    | Sándor Kocsis     | Hongrie         | 4              |
| 5    | Erich Probst      | Autriche        | 4              |
| 5    | Todor Veselinović | Yougoslavie     | 4              |